# 新加坡丽思卡尔顿美年酒店
新加坡丽思卡尔顿美年酒店（英語：The Ritz-Carlton Millenia Singapore），位於新加坡濱海中心，由美藉建築師凱文·洛奇設計，1996年開業，樓高32層，共提供608個房間，是麗思卡爾頓酒店管理集團旗下的5星級酒店，國際知名的頂級歌手，包括泰勒·斯威夫特和女神卡卡都曾經入住。